# Richard Bancroft
Richard Bancroft (ur. we wrześniu 1544 roku w Farnworth, zm. 2 listopada 1610 w Pałacu Lambeth) – angielski duchowny anglikański, arcybiskup Canterbury.